# Monacos Grand Prix
Monacos Grand Prix  är ett klassiskt stadslopp som körs på Circuit de Monaco i Monte Carlo i Monaco. Loppet har körts årligen med några undantag sedan 1929. Monacos Grand Prix blev en deltävling i formel 1-VM 1950. Det är idag det enda loppet med en tunnel. Loppet anses ofta vara det mest prestigefyllda Formel 1-loppet att vinna. Monacos Grand Prix utgör en del av den så kallade Triple Crown som innebär att ha vunnit de tre mest prestigefyllda motortävlingarna i världen. Indianapolis 500 och Le Mans 24 timmars utgör de övriga två loppen.

## Vinnare Monacos Grand Prix
Ljusröd bakgrund betyder att loppet inte ingick i formel 1-VM.
Ljusgul bakgrund betyder att loppet ingick i Europamästerskapet för Grand Prix-förare.
| Säsong      | Förare                  | Tillverkare        |                |
| ----------- | ----------------------- | ------------------ | -------------- |
| 1929        | William Grover-Williams | Bugatti            |                |
| 1930        | René Dreyfus            | Bugatti            |                |
| 1931        | Louis Chiron            | Bugatti            |                |
| 1932        | Tazio Nuvolari          | Alfa Romeo         |                |
| 1933        | Achille Varzi           | Bugatti            |                |
| 1934        | Guy Moll                | Alfa Romeo         |                |
| 1935        | Luigi Fagioli           | Mercedes-Benz      |                |
| 1936        | Rudolf Caracciola       | Mercedes-Benz      |                |
| 1937        | Manfred von Brauchitsch | Mercedes-Benz      |                |
| 1938 - 1947 | Inga tävlingar          | Inga tävlingar     | Inga tävlingar |
| 1948        | Giuseppe Farina         | Maserati           |                |
| 1949        | Ingen tävling           | Ingen tävling      | Ingen tävling  |
| 1950        | Juan Manuel Fangio      | Alfa Romeo         |                |
| 1951        | Ingen tävling           | Ingen tävling      | Ingen tävling  |
| 1952*       | Vittorio Marzotto       | Ferrari            |                |
| 1953 - 1954 | Inga tävlingar          | Inga tävlingar     | Inga tävlingar |
| 1955        | Maurice Trintignant     | Ferrari            |                |
| 1956        | Stirling Moss           | Maserati           |                |
| 1957        | Juan Manuel Fangio      | Maserati           |                |
| 1958        | Maurice Trintignant     | Cooper-Climax      |                |
| 1959        | Jack Brabham            | Cooper-Climax      |                |
| 1960        | Stirling Moss           | Lotus-Climax       |                |
| 1961        | Stirling Moss           | Lotus-Climax       |                |
| 1962        | Bruce McLaren           | Cooper-Climax      |                |
| 1963        | Graham Hill             | BRM                |                |
| 1964        | Graham Hill             | BRM                |                |
| 1965        | Graham Hill             | BRM                |                |
| 1966        | Jackie Stewart          | BRM                |                |
| 1967        | Denny Hulme             | Brabham-Repco      |                |
| 1968        | Graham Hill             | Lotus-Ford         |                |
| 1969        | Graham Hill             | Lotus-Ford         |                |
| 1970        | Jochen Rindt            | Lotus-Ford         |                |
| 1971        | Jackie Stewart          | Tyrrell-Ford       |                |
| 1972        | Jean-Pierre Beltoise    | BRM                |                |
| 1973        | Jackie Stewart          | Tyrrell-Ford       |                |
| 1974        | Ronnie Peterson         | Lotus-Ford         |                |
| 1975        | Niki Lauda              | Ferrari            |                |
| 1976        | Niki Lauda              | Ferrari            |                |
| 1977        | Jody Scheckter          | Wolf-Ford          |                |
| 1978        | Patrick Depailler       | Tyrrell-Ford       |                |
| 1979        | Jody Scheckter          | Ferrari            |                |
| 1980        | Carlos Reutemann        | Williams-Ford      |                |
| 1981        | Gilles Villeneuve       | Ferrari            |                |
| 1982        | Riccardo Patrese        | Brabham-Ford       |                |
| 1983        | Keke Rosberg            | Williams-Ford      |                |
| 1984        | Alain Prost             | McLaren-TAG        |                |
| 1985        | Alain Prost             | McLaren-TAG        |                |
| 1986        | Alain Prost             | McLaren-TAG        |                |
| 1987        | Ayrton Senna            | Lotus-Honda        |                |
| 1988        | Alain Prost             | McLaren-Honda      |                |
| 1989        | Ayrton Senna            | McLaren-Honda      |                |
| 1990        | Ayrton Senna            | McLaren-Honda      |                |
| 1991        | Ayrton Senna            | McLaren-Honda      |                |
| 1992        | Ayrton Senna            | McLaren-Honda      |                |
| 1993        | Ayrton Senna            | McLaren-Ford       |                |
| 1994        | Michael Schumacher      | Benetton-Ford      |                |
| 1995        | Michael Schumacher      | Benetton-Renault   |                |
| 1996        | Olivier Panis           | Ligier-Mugen Honda |                |
| 1997        | Michael Schumacher      | Ferrari            |                |
| 1998        | Mika Häkkinen           | McLaren-Mercedes   |                |
| 1999        | Michael Schumacher      | Ferrari            |                |
| 2000        | David Coulthard         | McLaren-Mercedes   |                |
| 2001        | Michael Schumacher      | Ferrari            |                |
| 2002        | David Coulthard         | McLaren-Mercedes   |                |
| 2003        | Juan Pablo Montoya      | Williams-BMW       |                |
| 2004        | Jarno Trulli            | Renault            |                |
| 2005        | Kimi Räikkönen          | McLaren-Mercedes   |                |
| 2006        | Fernando Alonso         | Renault            |                |
| 2007        | Fernando Alonso         | McLaren-Mercedes   |                |
| 2008        | Lewis Hamilton          | McLaren-Mercedes   |                |
| 2009        | Jenson Button           | Brawn-Mercedes     |                |
| 2010        | Mark Webber             | Red Bull-Renault   |                |
| 2011        | Sebastian Vettel        | Red Bull-Renault   |                |
| 2012        | Mark Webber             | Red Bull-Renault   |                |
| 2013        | Nico Rosberg            | Mercedes           |                |
| 2014        | Nico Rosberg            | Mercedes           |                |
| 2015        | Nico Rosberg            | Mercedes           |                |
| 2016        | Lewis Hamilton          | Mercedes           |                |
| 2017        | Sebastian Vettel        | Ferrari            |                |
| 2018        | Daniel Ricciardo        | Red Bull-TAG Heuer |                |
| 2019        | Lewis Hamilton          | Mercedes           |                |
| 2020        | Kördes ej               | Kördes ej          | Kördes ej      |
| 2021        | Max Verstappen          | Red Bull-Honda     |                |
| 2022        | Sergio Pérez            | Red Bull           |                |
| 2023        | Max Verstappen          | Red Bull           |                |
| 2024        | Charles Leclerc         | Ferrari            |                |
| 2025        | Lando Norris            | McLaren            |                |

* Sportvagnslopp

## Externa länkar

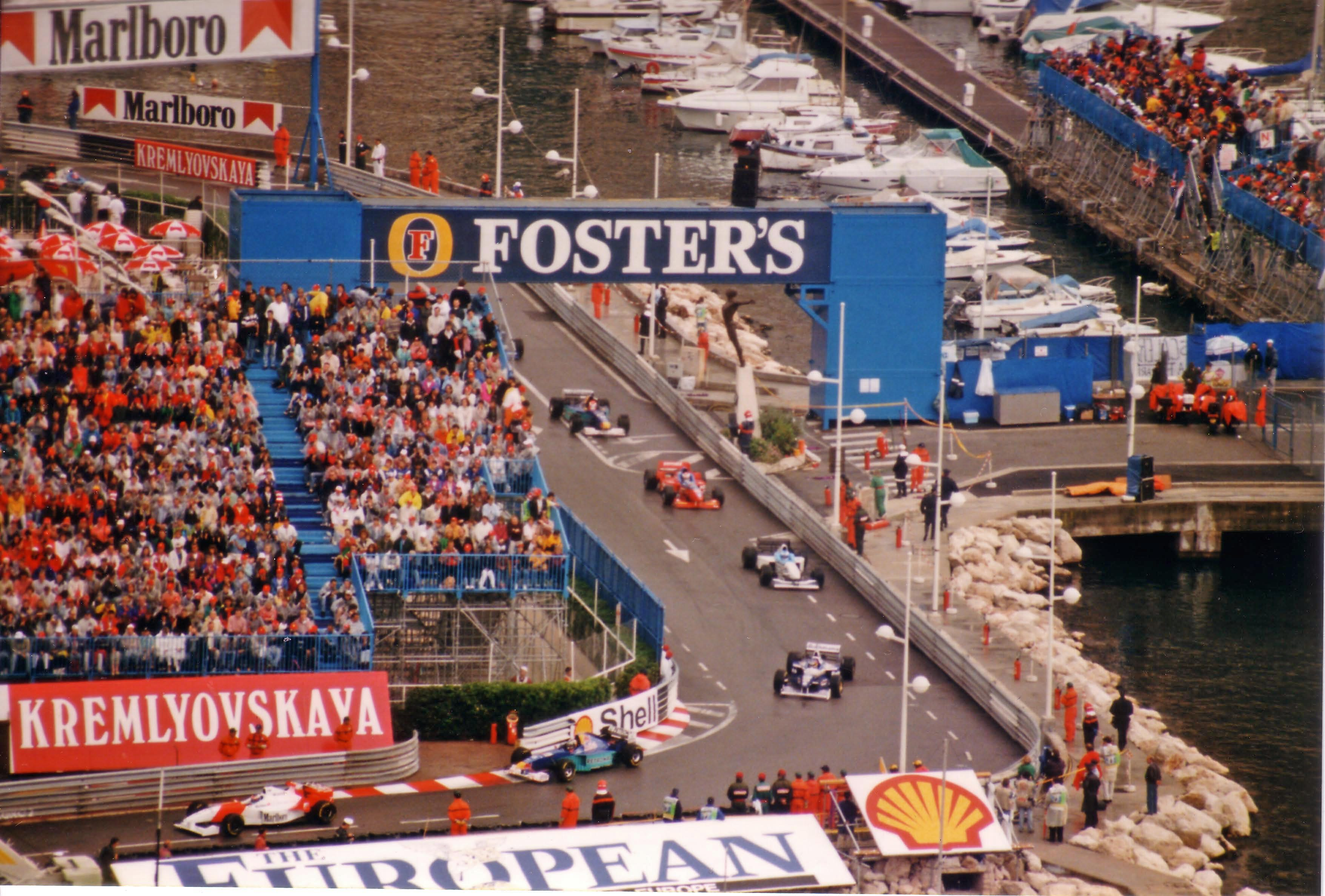
Formationsvarvet inför Monacos Grand Prix 1996.

## GP2-vinnare
| Säsong | Heat 1           | Heat 2      |
| ------ | ---------------- | ----------- |
| 2008   | Bruno Senna      | Mike Conway |
| 2007   | Pastor Maldonado | Inget race  |
| 2006   | Lewis Hamilton   | Inget race  |
| 2005   | Adam Carroll     | Inget race  |

## Föregående bankonfigurationer

Monacos GP-banor genom tiderna
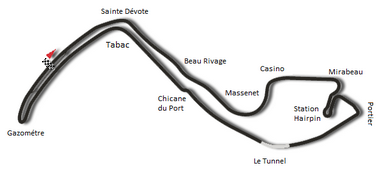
1929–1971
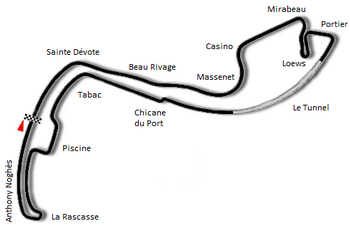
1973–1975
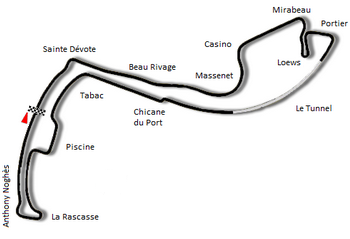
1976–1985
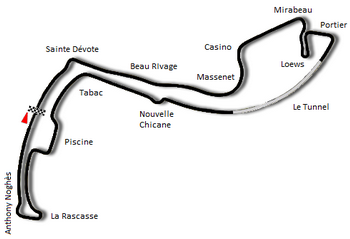
1986–1996